# Acacia galeata
Acacia galeata é uma espécie de leguminosa do gênero Acacia, pertencente à família Fabaceae.